# Les Nouvelles Fabulettes
Albums de Anne Sylvestre
Fabulettes Chansons pour…
Les Nouvelles Fabulettes est un album d'Anne Sylvestre pour les enfants, paru dans sa maison de production en 1976. 

## Historique
Paru en 1976, c'est le premier album complet pour enfants d'Anne Sylvestre depuis qu'elle a créé sa propre maison de production. 
Dans certaines des chansons de cet album pour enfants, Anne Sylvestre a voulu aborder auprès de ce public le sujet de la différence. « Un petit sapin était au milieu des autres arbres et était mal vu  jusqu’au moment où tous les autres ont perdu leurs feuilles, et à ce moment-là, le sapin était tout fier. Une autre chanson s’appelait L’oiseau debout et était l’histoire d’un oiseau de nuit, par rapport aux autres oiseaux, etc. »
Il est réédité chez EPM Musique en format CD. Dans cette dernière présentation, c'est le troisième album de la collection des Fabulettes.

## Titres
Toutes les chansons sont écrites et composées par Anne Sylvestre.
| No  | Titre                          | Durée |
| --- | ------------------------------ | ----- |
| 1.  | Le Petit Sapin                 | 3:10  |
| 2.  | Comptine aux prénoms           | 2:05  |
| 3.  | Pomme rouge verte ou bleue     | 3:25  |
| 4.  | Berceuse pour rêver            | 3:45  |
| 5.  | Tortue-Têtue (avec Marén Berg) | 1:22  |
| 6.  | Fraise des bois                | 2:05  |
| 7.  | Madame Capucine                | 2:25  |
| 8.  | Le Gâteau                      | 1:52  |
| 9.  | Bel Escalier                   | 4:15  |
| 10. | L'Oiseau-debout                | 2:10  |
| 11. | Le Petit Homme et les Pommes   | 2:45  |
| 12. | Un froid de canard             | 2:15  |

## Production
- Production : Anne Sylvestre
- Direction musicale : François Rauber[3]
- Paroles et musique : Anne Sylvestre
- Prise de son : Thierry Alazard (Studio S.T.A.)
- Chœurs : Les Bécasses
- Illustration de pochette : René Biosca[3]